# Das andere Geschlecht

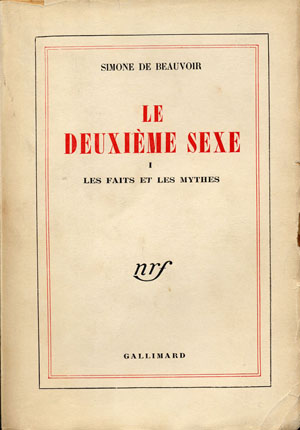
Titelseite der Originalausgabe des ersten Bandes

Das andere Geschlecht ist ein sozialgeschichtliches philosophisches Werk der französischen Philosophin und Schriftstellerin Simone de Beauvoir, das 1949 in Frankreich unter dem Titel Le Deuxième Sexe („Das zweite Geschlecht“) in zwei Bänden, Les faits et les mythes („Die Tatsachen und die Mythen“) und L’expérience vécue („Die gelebte Erfahrung“), erschien. Die deutsche Erstausgabe wurde erstmals 1951 im Rowohlt Verlag in einem Band gedruckt.
Das Buch gilt als entscheidendes Grundlagenwerk der sogenannten zweiten Welle des Feminismus, da es erstmals die Kategorie Geschlecht ins Zentrum einer sozialwissenschaftlichen Untersuchung stellte und dabei konsequent zwischen biologischem Geschlecht und kultureller bzw. sozialer Prägung von Geschlecht unterschied. Es legte damit die Grundlagen für die Frauen- und Geschlechterforschung bzw. Gender Studies.
Auf der Liste der 100 Bücher des Jahrhunderts von Le Monde steht es an elfter Stelle.

## Geschichte und Inhalt
Bereits 1948 ließ Simone de Beauvoir in der Zeitschrift Les Temps Modernes einen längeren Auszug vorabdrucken, der die männlichen Mythen vom schwachen, geistig beschränkten und sonst dekorativen weiblichen Geschlecht untersucht. Im Mai 1949 folgte ein zweiter Vorabdruck, diesmal ging es um die sexuelle Initialisierung der Frau. Beauvoir beschreibt mit kühler wissenschaftlicher Beobachtung, wie der Mann auch im sexuellen Akt immer autonomes Subjekt und Beherrscher der Lage bleibe, auch wenn er sein Begehren auf »das Andere« projiziere.
Das Buch greift auf zahlreiche kultur- wie sozialgeschichtliche Werke zurück, die von Beauvoir aus feministischer Perspektive neu interpretiert werden. Dabei hatte Simone de Beauvoir keine feministischen, also keine expliziten politischen Gründe, sich mit «der Frau» auseinanderzusetzen, sondern philosophische, phänomenologische und existenzialistische. Im Vorwort schreibt sie: „Ich habe lange gezögert, ein Buch über die Frau zu schreiben. Das Thema ist ärgerlich, besonders für die Frauen; außerdem ist es nicht neu. Im Streit um den Feminismus ist schon viel Tinte geflossen, zurzeit ist er fast beendet“.
Beauvoir gelang es, weibliche Sichtweisen und zuvor meist stillschweigend übergangene Erlebniswelten zu entdecken und sie zum Teil des wissenschaftlichen wie politischen Diskurses zu machen. Auch in der nichtakademischen Öffentlichkeit wurde der Ansatz breit und z. T. kontrovers diskutiert. Das Buch hat den Feminismus des 20. Jahrhunderts entscheidend geprägt, insbesondere die Debatten in der Studentenbewegung. In diesem Werk vertritt sie die These, dass die Unterdrückung der Frau gesellschaftlich bedingt sei. Für sie existiert keine irgendwie geartete „Essenz“ der Frau.
Sie sagt in diesem Werk auch, dass Frauen von den Männern zum „Anderen Geschlecht“ gemacht worden seien. Dies bedeutet in der existentialistischen Terminologie Beauvoirs, dass sich der Mann als das Absolute, das Essentielle, das Subjekt setzt, während der Frau die Rolle der Anderen, des Objekts zugewiesen wird. Sie wird immer in Abhängigkeit vom Mann definiert. Deshalb hat sie mit stärkeren Konflikten zu kämpfen als der Mann. Wenn sie ihrer „Weiblichkeit“ gerecht werden will, muss sie sich mit einer passiven Rolle begnügen, dies steht aber ihrem Wunsch entgegen, sich als freies Subjekt durch Aktivität selbst zu entwerfen.
Beauvoir präsentiert eine äußerst komplexe Analyse der Lage der Frau. Sie diskutiert biologische, psychoanalytische und historische „Fakten und Mythen“ (so der Titel des ersten Teils) und die „gelebte Erfahrung“ der Frau. Stark beeinflusst von der Methodologie der existentialistischen Phänomenologie von Jean-Paul Sartre und Maurice Merleau-Ponty geht sie davon aus, dass keine wissenschaftliche Betrachtung die „Frau“ erklären kann, sondern dass nur die individuelle Erfahrung ausschlaggebend ist.
Das andere Geschlecht erschien zwischen zwei Wellen der Frauenbewegungen (der „historischen“ bis zum Ersten Weltkrieg und der „neuen“ ab 1970) und steht in der Tradition von Feministinnen wie Olympe de Gouges (1748–1793), Mary Wollstonecraft (1759–1797) oder Virginia Woolf (1882–1941), auf die Beauvoir sich auch beruft. Doch es geht weit darüber hinaus. Beauvoirs umfassende kulturgeschichtliche und soziologische Abhandlung der Lage der Frauen in einer männerdominierten Welt ist der radikalste und visionärste Beitrag zur Emanzipation der Frauen im 20. Jahrhundert. Es ist im Wesentlichen eine dialektisch-materialistische Studie des Daseins der Frau. Es erklärt die Frau nicht als ein geheimnisvolles Wesen, sondern unter dem Gesichtspunkt ihrer gesellschaftlichen und wirtschaftlichen Situation. Die Versklavung der Frau und ihre Befreiung sind die Folgen ihrer wirtschaftlichen Abhängigkeit und wirtschaftlichen Emanzipation.

### Pionierleistung des Werks
Die Pionierleistung des Werks liegt vor allem darin, dass erstmals die Kategorie Geschlecht ins Zentrum einer sozialwissenschaftlichen Untersuchung gestellt und dabei konsequent zwischen biologischem Geschlecht und kultureller bzw. sozialer Prägung von Geschlecht unterschieden wurde. Es legte damit die Grundlagen für die Frauen- und Geschlechterforschung bzw. Gender Studies.
Der Schwerpunkt der Rezeption waren zunächst die USA, wo es die sozialwissenschaftliche Beschäftigung mit der Kategorie Geschlecht anregte. Kate Millett bezeichnet es im Rückblick 1999 nicht als reguläre Quelle, sondern als „Offenbarung“. Da das Werk allerdings vielfach nicht zitiert wurde, blieb die Multiplikatorwirkung lange implizit. In der Folge schien es lange, als sei die Frauen- und Geschlechterforschung in den 1960er und 1970er Jahren in den USA entstanden. Die intensive Rezeption in den USA wirkte wiederum zurück auf Frankreich und mit Verspätung auch auf andere Länder wie etwa Deutschland. Auch in Deutschland wurde die Pionierwirkung des Werkes lange nicht wahrgenommen.
Das Werk ist darüber hinaus Ideengeber und Maßstab bei etlichen Aspekten der Frauen- und Geschlechterforschung, die sich in der Folge entwickelt hat:
- geschlechtsbezogene Opposition von Selbst und anderem bzw. Subjekt und Objekt,
- Pluri- und Transdisziplinarität,
- Körperkonzept,
- Intersektionalität,
- Theorem der Postmoderne
- wissenschaftlich-nüchterne Analyse von tabuisierten Themen rund um das Geschlechterverhältnis wie etwa Sexualität, Abtreibung, Homosexualität, Prostitution oder dass das Private politisch ist.[1]

Durch die wissenschaftlich-nüchterne Enttabuisierung legte das Buch verdeckte Probleme offen, machte sie dadurch diskursfähig und damit verhandelbar.

## Schlüsselzitate

### Man kommt nicht als Frau zur Welt, man wird es
Zu einem Schlüsselzitat des Werkes wurde der erste Satz zu Beginn des zweiten Bandes. Nach einer kurzen Einleitung beschreibt Beauvoir im Abschnitt Formierung zunächst die Kindheit und beginnt dies folgendermaßen:
„On ne naît pas femme: on le devient. Aucun destin biologique, psychique, économique ne définit la figure que revêt au sein de la société la femelle humaine; c’est l’ensemble de la civilisation qui élabore ce produit intermédiaire entre le mâle et le castrat qu’on qualifie de féminin. Seule la médiation d’autrui peut constituer un individu comme un Autre. En tant qu’il existe pour soi, l’enfant ne saurait se saisir comme sexuellement différencié.“
„Man kommt nicht als Frau zur Welt, man wird es. Kein biologisches, psychisches, wirtschaftliches Schicksal bestimmt die Gestalt, die das weibliche Menschenwesen im Schoß der Gesellschaft annimmt. Die Gesamtheit der Zivilisation gestaltet dieses Zwischenprodukt zwischen dem Mann und dem Kastraten, das man als Weib bezeichnet. Nur die Vermittlung eines Anderen vermag das Individuum als ein Anderes hinzustellen.“ 
Der erste Satz ist so bekannt und weit verbreitet, dass er vielfach gar nicht mehr mit Quellennachweis versehen wird und die Übersetzung mit ihren Implikationen meist unreflektiert bleibt.
Die Übersetzungen der Ausgabe von 1951 und der Neuausgabe von 1992 sind identisch, allerdings gibt es abweichende Übersetzungen, die jeweils eine etwas andere Deutung beinhalten. Beispielsweise verstand die Beauvoir-Expertin und Romanistin Ingrid Galster das Aufwachsen als „Konditionierung“ und zog deshalb folgende eigene Übersetzung vor: „Man wird nicht als Frau geboren: Man wird dazu gemacht.“ Sie begründet dies mit dem darauf folgenden Buchtext, insbesondere mit dem Abschnitt „Nicht mysteriöse Instinkte machen Mädchen passiv, kokett oder mütterlich; diese Berufung wird ihnen vielmehr von klein auf andressiert.“ In der Regel wird Sozialisation bzw. Entwicklung eines geschlechtlichen Habitus jedoch gerade nicht als passiver, sondern als aktiver wechselseitiger Interdependenzprozess angesehen, weshalb die Übersetzung „man wird dazu gemacht“ abgelehnt wird.

### Die Vorstellung der Welt ist, wie die Welt selbst, das Produkt der Männer
Ein Schlüsselzitat, das von vielen Autorinnen der zweiten Frauenbewegung zitiert wurde und ebenfalls oftmals ohne Quellennachweis verwendet wird, beschreibt den Androzentrismus der Weltsicht:
„Die Vorstellung der Welt ist, wie die Welt selbst, das Produkt der Männer. Sie beschreiben sie von ihrem Standpunkte aus, den sie mit der absoluten Wahrheit gleichsetzen.“
Es gilt als Schlüsselzitat der zweiten Frauenbewegung und wird vielfach in der Frauen- und Geschlechterforschung sowie Feminismus zitiert. Beispielsweise stellt Shulamith Firestone es als Eingangszitat dem Kapitel 8 Die (Männer)Kultur in ihrem Buch Frauenbefreiung und sexuelle Revolution voran.

## Wirkung
Vom Moment seines Erscheinens stieß das Buch auf Bewunderung, aber auch auf Ablehnung, führte zu Anfeindungen und massiven persönlichen Beleidigungen („unbezahlbare Pseudogelehrtheit dieses Fräuleins“, „gebildete Idiotin“).
Das Werk war radikal in seiner Fragestellung und seiner Zeit weit voraus. Das andere Geschlecht wurde weltweit rezipiert und zu einem der politisch wirksamsten Schlüsseltexte der zweiten Frauenbewegung sowie zu einem Hauptwerk feministischer Theorien. Einflussreiche Feministinnen in der frühen Phase der Frauenbewegung um 1970, wie Kate Millett und Shulamith Firestone, haben ausdrücklich auf Beauvoirs Das andere Geschlecht zurückgegriffen. Der Vatikan führte das Buch in seinem Verzeichnis der verbotenen Bücher.
Nach dem Tod von Simone de Beauvoir am 14. April 1986 schrieb die amerikanische Feministin Kate Millett: „Beauvoir war immer wieder heftigen Anfeindungen ausgesetzt. Neben der zu erwartenden Kritik aus dem bürgerlich-konservativen Lager legte sie sich auch mit der Linken an, weil sie (vor allem in späteren Jahren) davon überzeugt war, dass sich die Unterdrückung der Frau nicht automatisch im Kommunismus auflösen würde.“
Auch von Feministinnen wurde sie kritisiert. Im Zentrum der Kritik standen dabei meist ihre Beschreibungen des weiblichen Körpers und ihre „Entmystifizierung“ der Mutterschaft.
Beauvoir hat viele der späteren Diskussionen im Feminismus beeinflusst und angestoßen und war wegbereitend für die  Gender Studies.

„Wer hätte je ein Buch geschrieben, das das Schicksal aller Menschen verändern würde? Es wird Zeit brauchen, voll und ganz zu ermessen, welche Auswirkungen Das andere Geschlecht auf die Sozialgeschichte gehabt hat, auf das Privatleben, das Alltagsbewusstsein und die Wahrnehmung.“

Ab den 1970er Jahren wurde die Rezeption gerade aus feministischer Sicht zunehmend mit einer eher kritischen Sicht auf Beauvoirs Interpretationen verbunden. Dies hängt vor allem mit den theoretischen Spannungen zwischen Differenz- und Gleichheitsfeminismus zusammen. Jedoch ist unumstritten, dass das Buch, das allgemein als Hauptwerk Beauvoirs gilt, ein Klassiker der Frauenbewegung ist.
In Deutschland beruft sich unter anderem Alice Schwarzer auf die Ideen Simone de Beauvoirs.

## Ausgaben in deutscher Übersetzung
- Das andere Geschlecht. Sitte und Sexus der Frau. Ins Deutsche übersetzt von Eva Rechel-Mertens (Band 1) und Fritz Montfort (Band 2). Rowohlt, Hamburg 1951; Rowohlt Taschenbuch, Reinbek bei Hamburg 1968, ISBN 3-499-16621-6.
- Das andere Geschlecht. Eine Deutung der Frau. Von Marianne Langewiesche gekürzte und bearbeitete Sonderausgabe. Rowohlt Taschenbuch, Reinbek 1960 (Rowohlts deutsche Enzyklopädie, Bd. 99)
- Das andere Geschlecht. Sitte und Sexus der Frau. Aus dem Französischen von Uli Aumüller und Grete Osterwald. Rowohlt Taschenbuch, Reinbek 1992; Neuausgabe ebd. 2000, ISBN 3-499-22785-1.